# Calamagrostis elatior
Calamagrostis elatior är en gräsart som först beskrevs av August Heinrich Rudolf Grisebach, och fick sitt nu gällande namn av Aimée Antoinette Camus. Calamagrostis elatior ingår i släktet rör, och familjen gräs.
Artens utbredningsområde är Assam (Indien). Inga underarter finns listade i Catalogue of Life.